# 徳川正子
徳川 正子（とくがわ なおこ、1885年〈明治18年〉9月21日 - 1963年〈昭和38年〉8月17日）は、徳川家正の夫人。　

## 生涯
旧薩摩藩主の公爵・島津忠義とその側室・山崎寿満子の九女として誕生した。父の死後、1898年（明治31年）4月12日、木曽川丸で姉・邦彦王妃俔子、弟・島津忠重と神戸へ、汽車にて同年4月18日、旧新橋駅に着く。1906年（明治39年）3月、華族女学校を卒業。その後、徳川家正と結婚し、1男3女をもうける。

## 家族

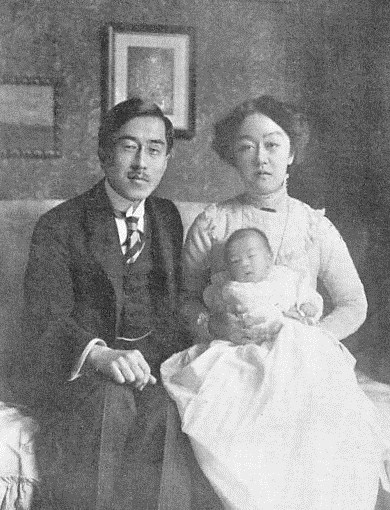
徳川家正一家（左が家正、右が正子）

夫は徳川宗家第17代当主の徳川家正で、その結婚は2人が誕生する前に、13代将軍徳川家定の正室であった天璋院の遺言によって既に決められていた。
家督については、長男の家英（いえひで）が先立って死去したため、夫・家正は徳川宗家の断絶を恐れて長女の豊子と会津松平家の松平一郎との間に生まれた次男の恒孝を養子とし、家正死後に恒孝が徳川宗家第18代当主となった。なお、恒孝の父方の祖父である松平恆雄は第1回参議院議員通常選挙に当選し、第1回国会の議長選挙で初代参議院議長に選出されている。
- 父：島津忠義
- 母：山崎寿満子
  - 姉弟：清子（黒田長成侯爵夫人） - 充子（松平直亮伯爵夫人） - 常子（山階宮菊麿王妃） - 知子（徳川達孝伯爵夫人） - 貞子（久松定謨伯爵夫人） - 俔子（久邇宮邦彦王妃） - 正子 - 島津忠重（第30代島津家当主）
- 夫：徳川家正（徳川宗家第16代当主・徳川家達長男）
  - 長男：家英（1912年〈明治45年〉1月11日 - 1936年〈昭和11年〉9月28日）[注釈 1]
  - 長女：豊子（松平一郎夫人）
  - 次女：敏子（上杉隆憲夫人）
  - 三女：順子（保科光正夫人）[5]
  - 養子：徳川忠永（松平慶民の次男、後に縁組解消）
  - 養子：徳川恒孝（長女・豊子と松平一郎の次男）

## エピソード
- 嫁ぎ先の千駄ヶ谷の家の奥向きは、すべて義母（徳川泰子）が采配を振るっており、子供の世話に口を出すことができなかった。[6]
- 無口な血筋であり、夫家正に帯同し外国へ行くも、英語等は上達しなかった。[6]
- 夫家正との外国への渡航は3回で、①英国（1回目）②中国③英国（2回目）であった。以降はついて行かず、家に残ったという。[6]
- ロンドンで覚えた編み物を趣味とし、娘たちのスウェーターなどを編んでいた。[6]